# Anax tumorifer
Anax tumorifer е вид водно конче от семейство Aeshnidae. Видът е незастрашен от изчезване.

## Разпространение
Разпространен е в Мадагаскар.